# Hillaby
L'Hillaby è una collina di Barbados e rappresenta il punto più elevato del Paese, con un'altitudine di 340 metri s.l.m.. Essa si trova nella parrocchia di Saint Andrew.